# Повені в Іспанії (2024)
Повені в Іспанії почалися 29 жовтня 2024 року, коли проливний дощ спричинений ізольованою зоною низького тиску з високим рівнем, приніс понад річну кількість опадів у кількох районах на сході Іспанії, включаючи Валенсію, Кастилію-Ла-Манчу та Андалусію. Внаслідок повені загинули 224 людини, 23 зникли безвісти та завдали значних матеріальних збитків. Це одне з найбільш смертоносних стихійних лих в історії Іспанії.
Хоча подібні проливні дощі траплялися в минулому в регіоні, повінь, ймовірно, була більш інтенсивною через зміну клімату, а погана реакція регіональних і національних урядів на стихійні лиха, ймовірно, посилила людські втрати від події. Після повені тисячі волонтерів з усієї країни та численні некомерційні організації мобілізувалися, щоб допомогти з очищенням і відновленням.